# Astrología china

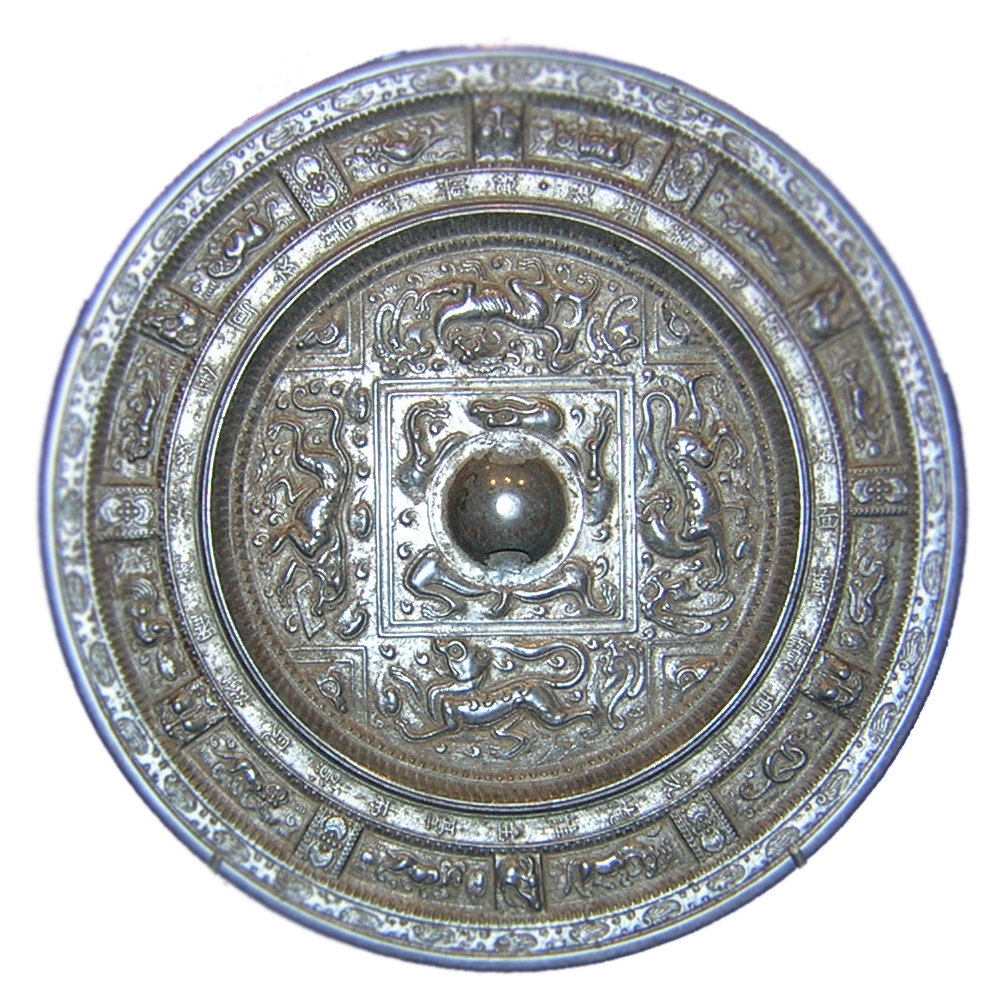
Espejo con las doce divisiones del Zodiaco chino. Dinastía Sui (581 - 618 d. C.). Bronce. Pertenece al Museo Guimet (París). La leyenda dice: Este espejo refleja fielmente las almas. Su disco de luz ilumina los rostros.

La astrología china es la astrología del calendario chino, particularmente sus 12 ciclos anuales de animales, conocidos como zodiaco chino.

## Antecedentes
Los antiguos astrónomos chinos asignaron a cada uno de los cinco planetas principales uno de los cinco elementos chinos: a Venus, el metal (hierro - oro); a Júpiter, la madera; a Mercurio, el agua - aire; a Marte, el fuego, y a Saturno, la tierra. Según la astrología china, la posición de estos planetas, junto con la posición del Sol, la Luna y cualquier cometa en el cielo además de la fecha de nacimiento y el signo del zodiaco puede determinar el destino de una persona.
Un complejo sistema para calcular el destino basado en la hora de cumpleaños y la fecha de nacimiento (conocido como 紫微斗數 zǐwēidǒushù) todavía se utiliza regularmente en la astrología china hoy en día para adivinar la fortuna. Las veintiocho constelaciones chinas (宿 xìu) son totalmente diferentes de las ochenta y ocho constelaciones occidentales. Por ejemplo, la Osa Mayor es conocida como 斗 dǒu y el cinturón de Orión como 參 shen. Las siete constelaciones norteñas son llamadas xúanwǔ (玄武). Xuan Wu también se conoce como el espíritu del cielo del norte, y en la creencia taoísta, como el espíritu del agua.

## Ciclos
Existe un ciclo binario, el "Yin Yang", que junto al ciclo de los 5 elementos forma un ciclo de 10. Los años pares son yang, y los impares son yin. Cuando se divide el ciclo del zodiaco de los 12 animales en dos, cada zodiaco puede ocurrir solamente en yin o yang: el dragón es siempre yang, la serpiente es siempre yin, etc. Esta combinación crea un ciclo de 60 años, comenzando desde Madera Rata y terminando con Agua Cerdo. El ciclo actual comenzó en el año 1984.

### Los cinco elementos
El Yin y el Yang están divididos en cinco elementos: madera, fuego, tierra, metal, y agua al tope del ciclo de animales. Estos son modificadores y afectan las características de cada uno de los 12 signos. Cada elemento contiene características que aplican tanto a los años como los animales y cada uno de los 12 animales está gobernado por un elemento más una dirección del Yin Yang. La tierra no gobierna sobre ningún animal y es el balance central de todos los elementos, por lo que puede prestar cualidades a los 12 animales.
| Elementos | Planeta  | Color    | Signos                                     | Cualidades                                            |
| --------- | -------- | -------- | ------------------------------------------ | ----------------------------------------------------- |
| Madera    | Júpiter  | Verde    | - Tigre - Conejo (Gato) - Dragón           | - El Este - Creatividad - Consolidación - Crecimiento |
| Fuego     | Marte    | Rojo     | - Serpiente - Caballo - Cabra              | - El Sur - Pasión - Inteligencia - Alegría            |
| Tierra    | Saturno  | Amarillo | - Mono                                     | - El Centro - Balance - Fundaciones - Encanto         |
| Metal     | Venus    | Blanco   | - Gallo - Perro                            | - El Oeste - Confiable - Útil - Fuerte                |
| Agua      | Mercurio | Negro    | - Rata - Búfalo - Cerdo (Chancho - Jabalí) | - El Norte - Comunicación - Intuición - Sensibilidad  |

### Los doce animales
Cada personalidad individual se asocia con un animal que la represente, según el año lunar de nacimiento. Es aquí donde muchas descripciones de la astrología china se apartan de la sociedad occidental. Cada año en el ciclo de 60 años contiene doce animales, cada uno con cinco posibles elementos, los cuales son modificadores de la personalidad animal, con una posibilidad de hasta 60 combinaciones. Los animales en cuestión son los siguientes:
- La rata (o el ratón)
- El buey (o el búfalo)
- El tigre
- El conejo (o la liebre)
- El dragón
- La serpiente
- El caballo
- La cabra (o la oveja)
- El mono
- El gallo (o el gorrión)
- El perro
- El cerdo (o el jabalí)

## Animales internos y animales secretos
No solo existen animales asignados por año. Además del animal principal anual, existe el animal interno y el secreto, así es que cada persona tiene tres animales: mientras una persona puede parecer ser un Dragón, en realidad puede ser en su interior una Serpiente y un Buey de forma secreta. Estos tres animales, junto con los cinco elementos, crean un total de 8 640 combinaciones, producto de cinco elementos, doce animales, doce animales internos y doce animales secretos. El animal anual representa lo que otros perciben sobre la manera de ser de un sujeto. El animal interno es asignado por el mes de nacimiento y dicta sobre la vida amorosa y la personalidad interna, y es un factor crítico a tomar en cuenta al buscar la compatibilidad con otros signos. Este puede dictar lo que un individuo desea llegar a ser o piensa que debería ser. El animal secreto está determinado por la hora exacta de nacimiento y es el signo real en el cual la personalidad está basada. Es importante para la astrología china cualquier cálculo que compense el horario de verano o cualquier ajuste realizado en los relojes del país de nacimiento, ya que está basado en la posición del sol y no en la hora local.

### Animales internos
Los doce animales también aplican a los meses lunares. El mes de nacimiento afecta el animal interno de la persona.
| Longitud solar | Nombre de segmento        | Mes lunar (Orden - Nombre) |
| -------------- | ------------------------- | -------------------------- |
| 315°           | 立春 lìchūn               | 1.º - 寅 Tigre             |
| 330°           | 雨水 yǔshuǐ               | 1.º - 寅 Tigre             |
| 345°           | 啓蟄 qǐzhé (驚蟄 jīngzhé) | 2.º - 卯 Conejo            |
| 0°             | 春分 chūnfēn              | 2.º - 卯 Conejo            |
| 15°            | 清明 qīngmíng             | 3.º - 辰 Dragón            |
| 30°            | 穀雨 gǔyǔ                 | 3.º - 辰 Dragón            |
| 45°            | 立夏 lìxià                | 4.º - 巳 Serpiente         |
| 60°            | 小滿 xiǎomǎn              | 4.º - 巳 Serpiente         |
| 75°            | 芒種 mángzhòng            | 5.º - 午 Caballo           |
| 90°            | 夏至 xiàzhì               | 5.º - 午 Caballo           |
| 105°           | 小暑 xiǎoshǔ              | 6.º - 未 Cabra             |
| 120°           | 大暑 dàshǔ                | 6.º - 未 Cabra             |
| 135°           | 立秋 lìqiū                | 7.º - 申 Mono              |
| 150°           | 處暑 chùshǔ               | 7.º - 申 Mono              |
| 165°           | 白露 báilù                | 8.º - 酉 Gallo             |
| 180°           | 秋分 qiūfēn               | 8.º - 酉 Gallo             |
| 195°           | 寒露 hánlù                | 9.º - 戌 Perro             |
| 210°           | 霜降 shuāngjiàng          | 9.º - 戌 Perro             |
| 225°           | 立冬 lìdōng               | 10.º - 亥 Cerdo            |
| 240°           | 小雪 xiǎoxuě              | 10.º - 亥 Cerdo            |
| 255°           | 大雪 dàxuě                | 11.º - 子 Rata             |
| 270°           | 冬至 dōngzhì              | 11.º - 子 Rata             |
| 285°           | 小寒 xiǎohán              | 12.º - 丑 Buey             |
| 300°           | 大寒 dàhán                | 12.º - 丑 Buey             |

### Animales secretos
En el zodíaco chino cada signo corresponde a una "gran hora" o shichen (時辰), que es un periodo de dos horas (24 dividido entre 12 animales). Según el shichen en el que nazca, a cada persona le corresponde un animal secreto, como se muestra a continuación. Los períodos están ordenados según el tiempo solar:
- 22:00 - 23:59: La rata.
- 00:00 - 01:59: El buey.
- 02:00 - 03:59: El tigre.
- 04:00 - 05:59: El conejo.
- 06:00 - 07:59: El dragón.
- 08:00 - 09:59: La serpiente.
- 10:00 - 11:59: El caballo
- 12:00 - 13:59: La cabra.
- 14:00 - 15:59: El mono.
- 16:00 - 17:59: El gallo.
- 18:00 - 19:59: El perro.
- 20:00 - 21:59: El cerdo.

Para una persona nacida en Madrid, los tiempos se refieren a:
| Horario de invierno | Horario de verano |
| - 00:13 - 02:12: rata* - 02:13 - 04:12: buey - 04:13 - 06:12: tigre - 06:13 - 08:12: conejo - 08:13 - 10:12: dragón - 10:13 - 12:12: serpiente - 12:13 - 14:12: caballo - 14:13 - 16:12: oveja - 16:13 - 18:12: mono - 18:13 - 20:12: gallo - 20:13 - 22:12: perro - 22:13 - 00:12: cerdo | - 01:13 - 03:12: rata - 03:13 - 05:12: buey - 05:13 - 07:12: tigre - 07:13 - 09:12: conejo - 09:13 - 11:12: dragón - 11:13 - 13:12: serpiente - 13:13 - 15:12: caballo - 15:13 - 17:12: oveja - 17:13 - 19:12: mono - 19:13 - 21:12: gallo - 21:13 - 23:12: perro - 23:13 - 01:12: cerdo |

* Vigo: 00:33 - 02:32 ; Barcelona: 00:07 - 02:06 ; México: 23:34 - 01:33 ; Ciudad de Guatemala: 22:47 - 00:46 ; La Habana: 23:27 - 01:26 ; Bogotá: 22:54 - 00:53 ; Caracas: 23:26 - 01:25 ; Santiago: 23:40 - 01:39 ; Buenos Aires: 23:51 - 01:50 ; Bata: 23:21 - 01:20

## Historias del origen
Los doce signos animales del zodiaco son, en orden: rata, buey, tigre, conejo, dragón, serpiente, caballo, cabra, mono, gallo, perro y cerdo. 
El origen del Ciclo del Zodiaco Chino según el punto de vista de la teoría del Yin y el Yang se basa en tomar el ciclo de las Diez Ramas Celestes (Cinco Elementos combinados con Yin o Yang) y añadir cuatro estaciones intermedias (correspondientes al elemento Tierra, el elemento unificador o de transición asociado al Centro) entre cada uno de los cuatro elementos (Madera, Fuego, Metal, Agua), con sus polaridades correspondientes. Así, entre la Rata (Agua Yang) y el Tigre (Madera Yang) se encuentra el Búfalo o Buey (Tierra Yin), que corresponde con la Cabra u Oveja en el lado opuesto (también Tierra Yin). Entre el Conejo o Gato (Madera Yin) y la Serpiente (Fuego Yin) se encuentra el Dragón (Tierra Yang), y del lado opuesto el Perro (también Tierra Yang). Así se dispone el ciclo de las Doce Ramas Terrestres, que aunque consiste de más divisiones y se estructura en un orden diferente de forma aparente, tiene un significado análogo a otros ciclos del zodiaco Chino.
Existen varias leyendas populares que exploran el comienzo del zodiaco chino. Una de las más populares, de forma resumida, dice lo siguiente:
A la rata se le dio la tarea de invitar animales para que se presentaran al banquete del Emperador de Jade para ser seleccionados como signos del zodiaco. El gato era un buen amigo de la rata, pero la rata le hizo creer que el banquete sería al día siguiente. Cuando el gato se dio cuenta del engaño de la rata éste se convirtió en su enemigo natural durante las siguientes generaciones."
Otra leyenda popular cuenta que el Emperador de Jade organizó una carrera de animales para decidir cuáles entrarían en el zodiaco.
Se dice que alguna vez la rata y el gato fueron muy buenos amigos. A pesar de todo, estos dos animales eran los peores nadadores del reino animal. Aunque malos nadadores, ambos eran muy inteligentes. Decidieron que la mejor forma y la más rápida de cruzar a través del río era en la espalda de un buey. El buey, siendo un animal bueno, estuvo de acuerdo en cargarlos a través del río. Sin embargo, por haber un premio de por medio, la rata decidió, que para ganar debía hacer algo, y entonces lanzó al gato al agua. Es por eso que el gato se convirtió en el enemigo natural del ratón y del agua. Tras esto, la rata llegó a la orilla y reclamó el primer lugar en la carrera.
Seguido de cerca por el fuerte buey, que fue nombrado el 2.º animal del zodiaco. Después del buey vino el tigre, quien explicó jadeando cómo luchó contra las corrientes. Pero su gran fuerza le hizo llegar a la orilla y convertirse en el 3.º animal.
El 4.º puesto del zodiaco fue para el conejo quien, gracias a su habilidad de saltar, pudo brincar de una orilla a otra. Explicó al Emperador que estuvo a punto de caer al río si no hubiera sido por un tronco que flotaba en el agua. El quinto puesto fue para el dragón, quien pudo llegar volando. Este explicó al emperador que no pudo llegar primero dado que se detuvo a crear lluvia para ayudar a la gente y las criaturas de la tierra. Además, en la línea final encontró un conejo que se aferraba a un tronco, al que ayudó dándole un empujón con su aliento para que pudiera llegar a la orilla. El emperador, sorprendido por su amabilidad le otorgó el 5.º lugar del zodiaco. Poco después se oyó al caballo galopando, al que la serpiente dio un susto haciéndolo caer, de forma que esta llegó en 6.º lugar y el caballo en el 7.º
A poca distancia del lugar se encontraban la oveja, el mono y el gallo que se acercaban a la orilla río. Las tres criaturas se ayudaron entre sí para cruzar el río. El gallo construyó una balsa de madera para los tres animales. La oveja y el mono despejaron la maleza y finalmente, remando y remando consiguieron llegar a la orilla contraria. El emperador, muy complacido por el trabajo en equipo de los animales nombró a la oveja el 8.º animal, al mono el 9.º y al gallo el 10.º.
El undécimo animal fue el perro. Aunque el perro debería haber obtenido un buen puesto ya que era el mejor nadador de todos los animales, se retrasó ya que necesitaba un baño después de la larga carrera y al ver el agua fresca del río no puedo resistirse. Justo cuando el emperador iba a dar por cerrada la carrera escuchó el gruñido de un pequeño cerdo. El cerdo comenzó la carrera hambriento por lo que al poco de empezar se dio un banquete y echó una siesta. Cuando despertó, continuó con la carrera y llegó justo para ser nombrado duodécimo animal del zodiaco. El gato llegó demasiado tarde (decimotercero) por lo que no pudo ganar ningún puesto en el calendario, convirtiéndose en enemigo de la rata para siempre.
Otra versión distinta dice que el ganado eligió al búfalo de agua en lugar del buey para representarles debido a que es mejor nadador. El trato fue aceptado debido a que ambos animales son miembros de la familia Bovina.
Otra versión expande la carrera. La ruta transcurre a través de un bosque y a través de varias llanuras y prados y finalmente cruzando un lago antes de llegar al punto de destino.
Otra variación más de la historia cuenta que hubo dos carreras. La primera carrera incluía a todos los animales del reino animal, en dos divisiones para evitar que los animales rápidos dominasen los primeros puestos, y los seis ganadores de cada una de las dos divisiones formarían los doce animales que participarían en la segunda carrera. En esta carrera se determinaría el puesto en el zodiaco chino y equivale a la carrera de la versión tradicional.
En otra versión más, cada animal fue llamado para que explicase porque merecía una de las primeras posiciones del zodiaco. El jabalí reclamó que la carne de sus huesos era muy buena. Está explicación no parece ser muy satisfactoria ya que el jabalí fue puesto al final del zodiaco.
Curiosamente, el gato ocupa el lugar del conejo en el zodiaco vietnamita (ver El zodiaco chino en otros países).

### Buda antes de su muerte
Otra historia de la astrología cuenta que Buda fue a meditar, en los últimos días de su vida, a una selva, para estar en contacto con la naturaleza y donde logra vencer con toda su fe a Mara, un demonio que intentó tentarle para que no alcanzara la iluminación. Llamó a doce animales que fueron, según su orden de llegada: la rata, el buey, el tigre, el conejo, el dragón, la serpiente, el caballo, la cabra, el mono, el gallo, el perro y el cerdo. A cada uno le dio un año, que equivalen en conjunto a 12 años, a diferencia del zodiaco occidental que es de doce meses. El zodiaco dentro de la cultura occidental está basado en el movimiento del sol, en cambio el chino está basado en la rotación de la luna.

## Calendario lunisolar
Mientras que el zodiaco chino tradicional sigue el calendario chino (lunisolar), el cambio basado en la fecha para los signos del zodiaco es el Año Nuevo Chino, no el 1 de enero como en el calendario gregoriano. Es por ello, que una persona que nazca en enero o temprano en febrero, puede obtener el signo del año anterior. Por ejemplo, 1990 fue el año del Caballo, pero cualquiera que haya nacido desde el 1 de enero hasta el 26 de enero de 1990, ha nacido en el año de la Serpiente (el signo del año anterior), dado que el año del Caballo comenzaba el 27 de enero de 1990. El comienzo de un nuevo Zodiaco es celebrado en el año nuevo chino junto muchas otras costumbres.
Muchas calculadoras en la red pueden darle a las personas el signo equivocado si han nacido en enero o temprano en febrero.
Existen muchos nuevos textos astrológicos que siguen el Calendario Agrícola Chino (el jie qi), los cuales cambian el signo zodiacal al término solar li chun (comienzo de la primavera), a 315 grados de longitud solar.

## Zodiaco chino del año 1864 al 2044
Los siguientes son los signos y elementos para cada periodo. Comprende desde finales de febrero de 1864 hasta finales de enero de 2044.
(Nota: tercera y cuarta columna: 1864-1924. // quinta y sexta columna: 1924-1984. // séptima y octava columna: 1984-2044.)
| Elemento  | Signo        | Inicio      | Fin         | Inicio      | Fin         | Inicio      | Fin         |
| --------- | ------------ | ----------- | ----------- | ----------- | ----------- | ----------- | ----------- |
| 木 Madera | 鼠 Rata      | 8 feb 1864  | 26 ene 1865 | 5 feb 1924  | 24 ene 1925 | 2 feb 1984  | 19 feb 1985 |
| 木 Madera | 牛 Buey      | 27 ene 1865 | 14 feb 1866 | 25 ene 1925 | 12 feb 1926 | 20 feb 1985 | 8 feb 1986  |
| 火 Fuego  | 虎 Tigre     | 15 feb 1866 | 4 feb 1867  | 13 feb 1926 | 1 feb 1927  | 9 feb 1986  | 28 ene 1987 |
| 火 Fuego  | 兔 Conejo    | 5 feb 1867  | 24 ene 1868 | 2 feb 1927  | 22 ene 1928 | 29 ene 1987 | 16 feb 1988 |
| 土 Tierra | 龍 Dragón    | 25 ene 1868 | 10 feb 1869 | 23 ene 1928 | 9 feb 1929  | 17 feb 1988 | 5 feb 1989  |
| 土 Tierra | 蛇 Serpiente | 11 feb 1869 | 30 ene 1870 | 10 feb 1929 | 29 ene 1930 | 6 feb 1989  | 26 ene 1990 |
| 金 Metal  | 馬 Caballo   | 31 ene 1870 | 18 feb 1871 | 30 ene 1930 | 16 feb 1931 | 27 ene 1990 | 14 feb 1991 |
| 金 Metal  | 羊 Cabra     | 19 feb 1871 | 8 feb 1872  | 17 feb 1931 | 5 feb 1932  | 15 feb 1991 | 3 feb 1992  |
| 水 Agua   | 猴 Mono      | 9 feb 1872  | 28 ene 1873 | 6 feb 1932  | 25 ene 1933 | 4 feb 1992  | 22 ene 1993 |
| 水 Agua   | 鷄 Gallo     | 29 ene 1873 | 16 feb 1874 | 26 ene 1933 | 13 feb 1934 | 23 ene 1993 | 9 feb 1994  |
| 木 Madera | 狗 Perro     | 17 feb 1874 | 5 feb 1875  | 14 feb 1934 | 3 feb 1935  | 10 feb 1994 | 30 ene 1995 |
| 木 Madera | 猪 Cerdo     | 6 feb 1875  | 25 ene 1876 | 4 feb 1935  | 23 ene 1936 | 31 ene 1995 | 18 feb 1996 |
| 火 Fuego  | 鼠 Rata      | 26 ene 1876 | 12 feb 1877 | 24 ene 1936 | 10 feb 1937 | 19 feb 1996 | 6 feb 1997  |
| 火 Fuego  | 牛 Buey      | 13 feb 1877 | 1 feb 1878  | 11 feb 1937 | 30 ene 1938 | 7 feb 1997  | 27 ene 1998 |
| 土 Tierra | 虎 Tigre     | 2 feb 1878  | 21 ene 1879 | 31 ene 1938 | 18 feb 1939 | 28 ene 1998 | 15 feb 1999 |
| 土 Tierra | 兔 Conejo    | 22 ene 1879 | 9 feb 1880  | 19 feb 1939 | 7 feb 1940  | 16 feb 1999 | 4 feb 2000  |
| 金 Metal  | 龍 Dragón    | 10 feb 1880 | 29 ene 1881 | 8 feb 1940  | 26 ene 1941 | 5 feb 2000  | 23 ene 2001 |
| 金 Metal  | 蛇 Serpiente | 30 ene 1881 | 17 feb 1882 | 27 ene 1941 | 14 feb 1942 | 24 ene 2001 | 11 feb 2002 |
| 水 Agua   | 馬 Caballo   | 18 feb 1882 | 7 feb 1883  | 15 feb 1942 | 4 feb 1943  | 12 feb 2002 | 31 ene 2003 |
| 水 Agua   | 羊 Cabra     | 8 feb 1883  | 27 ene 1884 | 5 feb 1943  | 24 ene 1944 | 1 feb 2003  | 21 ene 2004 |
| 木 Madera | 猴 Mono      | 28 ene 1884 | 14 feb 1885 | 25 ene 1944 | 12 feb 1945 | 22 ene 2004 | 8 feb 2005  |
| 木 Madera | 鷄 Gallo     | 15 feb 1885 | 3 feb 1886  | 13 feb 1945 | 1 feb 1946  | 9 feb 2005  | 28 ene 2006 |
| 火 Fuego  | 狗 Perro     | 4 feb 1886  | 23 ene 1887 | 2 feb 1946  | 21 ene 1947 | 29 ene 2006 | 17 feb 2007 |
| 火 Fuego  | 猪 Cerdo     | 24 ene 1887 | 11 feb 1888 | 22 ene 1947 | 9 feb 1948  | 18 feb 2007 | 6 feb 2008  |
| 土 Tierra | 鼠 Rata      | 12 feb 1888 | 30 ene 1889 | 10 feb 1948 | 28 ene 1949 | 7 feb 2008  | 25 ene 2009 |
| 土 Tierra | 牛 Buey      | 31 ene 1889 | 20 ene 1890 | 29 ene 1949 | 16 feb 1950 | 26 ene 2009 | 13 feb 2010 |
| 金 Metal  | 虎 Tigre     | 21 ene 1890 | 8 feb 1891  | 17 feb 1950 | 5 feb 1951  | 14 feb 2010 | 2 feb 2011  |
| 金 Metal  | 兔 Conejo    | 9 feb 1891  | 29 ene 1892 | 6 feb 1951  | 26 ene 1952 | 3 feb 2011  | 22 ene 2012 |
| 水 Agua   | 龍 Dragón    | 30 ene 1892 | 16 feb 1893 | 27 ene 1952 | 13 feb 1953 | 23 ene 2012 | 9 feb 2013  |
| 水 Agua   | 蛇 Serpiente | 17 feb 1893 | 5 feb 1894  | 14 feb 1953 | 2 feb 1954  | 10 feb 2013 | 30 ene 2014 |
| 木 Madera | 馬 Caballo   | 6 feb 1894  | 25 ene 1895 | 3 feb 1954  | 23 ene 1955 | 31 ene 2014 | 18 feb 2015 |
| 木 Madera | 羊 Cabra     | 26 ene 1895 | 12 feb 1896 | 24 ene 1955 | 11 feb 1956 | 19 feb 2015 | 7 feb 2016  |
| 火 Fuego  | 猴 Mono      | 13 feb 1896 | 1 feb 1897  | 12 feb 1956 | 30 ene 1957 | 8 feb 2016  | 27 ene 2017 |
| 火 Fuego  | 鷄 Gallo     | 2 feb 1897  | 21 ene 1898 | 31 ene 1957 | 17 feb 1958 | 28 ene 2017 | 15 feb 2018 |
| 土 Tierra | 狗 Perro     | 22 ene 1898 | 9 feb 1899  | 18 feb 1958 | 7 feb 1959  | 16 feb 2018 | 4 feb 2019  |
| 土 Tierra | 猪 Cerdo     | 10 feb 1899 | 30 ene 1900 | 8 feb 1959  | 27 ene 1960 | 5 feb 2019  | 24 ene 2020 |
| 金 Metal  | 鼠 Rata      | 31 ene 1900 | 18 feb 1901 | 28 ene 1960 | 14 feb 1961 | 25 ene 2020 | 11 feb 2021 |
| 金 Metal  | 牛 Buey      | 19 feb 1901 | 7 feb 1902  | 15 feb 1961 | 4 feb 1962  | 12 feb 2021 | 31 ene 2022 |
| 水 Agua   | 虎 Tigre     | 8 feb 1902  | 28 ene 1903 | 5 feb 1962  | 24 ene 1963 | 1 feb 2022  | 21 ene 2023 |
| 水 Agua   | 兔 Conejo    | 29 ene 1903 | 15 feb 1904 | 25 ene 1963 | 12 feb 1964 | 22 ene 2023 | 9 feb 2024  |
| 木 Madera | 龍 Dragón    | 16 feb 1904 | 3 feb 1905  | 13 feb 1964 | 1 feb 1965  | 10 feb 2024 | 28 ene 2025 |
| 木 Madera | 蛇 Serpiente | 4 feb 1905  | 24 ene 1906 | 2 feb 1965  | 20 ene 1966 | 29 ene 2025 | 16 feb 2026 |
| 火 Fuego  | 馬 Caballo   | 25 ene 1906 | 12 feb 1907 | 21 ene 1966 | 8 feb 1967  | 17 feb 2026 | 5 feb 2027  |
| 火 Fuego  | 羊 Cabra     | 13 feb 1907 | 1 feb 1908  | 9 feb 1967  | 29 ene 1968 | 6 feb 2027  | 25 ene 2028 |
| 土 Tierra | 猴 Mono      | 2 feb 1908  | 21 ene 1909 | 30 ene 1968 | 16 feb 1969 | 26 ene 2028 | 12 feb 2029 |
| 土 Tierra | 鷄 Gallo     | 22 ene 1909 | 9 feb 1910  | 17 feb 1969 | 5 feb 1970  | 13 feb 2029 | 2 feb 2030  |
| 金 Metal  | 狗 Perro     | 10 feb 1910 | 29 ene 1911 | 6 feb 1970  | 26 ene 1971 | 3 feb 2030  | 22 ene 2031 |
| 金 Metal  | 猪 Cerdo     | 30 ene 1911 | 17 feb 1912 | 27 ene 1971 | 14 feb 1972 | 23 ene 2031 | 10 feb 2032 |
| 水 Agua   | 鼠 Rata      | 18 feb 1912 | 5 feb 1913  | 15 feb 1972 | 2 feb 1973  | 11 feb 2032 | 30 ene 2033 |
| 水 Agua   | 牛 Buey      | 6 feb 1913  | 25 ene 1914 | 3 feb 1973  | 22 ene 1974 | 31 ene 2033 | 18 feb 2034 |
| 木 Madera | 虎 Tigre     | 26 ene 1914 | 13 feb 1915 | 23 ene 1974 | 10 feb 1975 | 19 feb 2034 | 7 feb 2035  |
| 木 Madera | 兔 Conejo    | 14 feb 1915 | 2 feb 1916  | 11 feb 1975 | 30 ene 1976 | 8 feb 2035  | 27 ene 2036 |
| 火 Fuego  | 龍 Dragón    | 3 feb 1916  | 22 ene 1917 | 31 ene 1976 | 17 feb 1977 | 28 ene 2036 | 14 feb 2037 |
| 火 Fuego  | 蛇 Serpiente | 23 ene 1917 | 10 feb 1918 | 18 feb 1977 | 6 feb 1978  | 15 feb 2037 | 3 feb 2038  |
| 土 Tierra | 馬 Caballo   | 11 feb 1918 | 31 ene 1919 | 7 feb 1978  | 27 ene 1979 | 4 feb 2038  | 23 ene 2039 |
| 土 Tierra | 羊 Cabra     | 1 feb 1919  | 19 feb 1920 | 28 ene 1979 | 15 feb 1980 | 24 ene 2039 | 11 feb 2040 |
| 金 Metal  | 猴 Mono      | 20 feb 1920 | 7 feb 1921  | 16 feb 1980 | 4 feb 1981  | 12 feb 2040 | 31 ene 2041 |
| 金 Metal  | 鷄 Gallo     | 8 feb 1921  | 27 ene 1922 | 5 feb 1981  | 24 ene 1982 | 1 feb 2041  | 21 ene 2042 |
| 水 Agua   | 狗 Perro     | 28 ene 1922 | 15 feb 1923 | 25 ene 1982 | 12 feb 1983 | 22 ene 2042 | 9 feb 2043  |
| 水 Agua   | 猪 Cerdo     | 16 feb 1923 | 4 feb 1924  | 13 feb 1983 | 1 feb 1984  | 10 feb 2043 | 29 ene 2044 |

## El zodiaco chino en otros países
El zodiaco chino también se utiliza en otras culturas muy diferentes a la china. 
El zodiaco coreano es esencialmente idéntico al zodiaco chino, pero la palabra chino-coreana 양 (yang) normalmente se refiere específicamente a una oveja en el idioma coreano (donde una palabra coreana nativa 염소 yeomso se usa para significar "Cabra"), aunque en la fuente china del préstamo yang puede referirse a cualquier antílope.
El zodiaco japonés incluye la oveja (hitsuji) en lugar de la cabra (que sería yagi) y el jabalí (inoshishi) en lugar del cerdo (buta). Desde 1873, los japoneses han celebrado el comienzo del año nuevo el 1 de enero según el calendario gregoriano.
El zodiaco vietnamita varía del zodiaco chino con el segundo animal que es el búfalo de agua en lugar del buey, y el cuarto animal es el gato en lugar del conejo. Se cree que esto se debe a que la palabra vietnamita para gato (Meo), suena similar a la palabra china para conejo (Mao). Los gatos no fueron introducidos a China hasta muy posteriormente en la historia por lo que es improbable que el gato fuera parte del zodiaco original aunque las explicaciones posteriores de su ausencia buscan explicar esto retroactivamente.
El zodiaco camboyano es exactamente idéntico al de los chinos, aunque el dragón es intercambiable con la serpiente marina camboyana Neak (nāga). Ovejas y cabras son intercambiables también. A diferencia de China, los camboyanos comienzan su nuevo año en abril y no a principios de año. Es por eso que el Año Nuevo camboyano se celebra en abril y no en enero como la mayoría de los países.
El zodiaco del pueblo Cham usa el mismo orden que el zodiaco chino, pero reemplaza al mono con la tortuga (conocida localmente como kra). Del mismo modo, el zodiaco malayo es idéntico al chino, pero reemplaza al conejo con el cervatillo (pelanduk) y el cerdo con la tortuga (kura). El Dragón normalmente se equipara con el nāga, pero a veces se le llama Gran Serpiente (ular besar) mientras que el signo de la Serpiente se llama Segunda Serpiente (ular sani).
El zodiaco tailandés incluye un nāga en lugar del Dragón y comienza, no en el Año Nuevo chino, sino en el primer día del quinto mes en el calendario lunar tailandés, o durante el festival del Año Nuevo Songkran (ahora celebrado cada 13-15 de abril), dependiendo del propósito del uso.
El zodiaco nepalés incluye una vaca en lugar de buey, gato en lugar de conejo, águila en lugar de dragón, pájaro en lugar de gallo y ciervo en lugar de cerdo.
El antiguo calendario mongol usa el ratón, el buey, el leopardo, la liebre, el cocodrilo, la serpiente, el caballo, la oveja, el mono, la gallina, el perro y el cerdo.
Los búlgaros del Volga, jázaros y otros pueblos túrquicos reemplazaron algunos animales por la fauna local: leopardo (en lugar de tigre), pez (en lugar de dragón), cocodrilo (también en lugar de dragón), erizo (en lugar de mono), elefante (en lugar de cerdo) y camello (en lugar de rata). Por otro lado, los hunos europeos utilizaban el zodiaco chino completo, incluyendo el dragón y el cerdo. Este zodiaco chino-turco estuvo en uso en la Bulgaria balcánica hasta la adopción de las lenguas eslavas y del cristianismo ortodoxo.
En Persia la palabra china lóng (dragón) se tradujo al persa nahang que usualmente significa "serpiente marina" pero puede referirse a animales reales acuáticos de gran tamaño. Desde el siglo 20 significa "ballena" por lo que el Zodiaco Persa utiliza la ballena en lugar del dragón.